# با استعداد
با استعداد (انگلیسی: Gifted) فیلمی در ژانر کمدی-درام به کارگردانی مارک وب است که در سال ۲۰۱۷ منتشر شد. از بازیگران آن می‌توان به کریس ایوانز اشاره کرد.این فیلم در ۷ آوریل به صورت محدود و در سالن‌های منتخب و در ۲۱ آوریل به اکران عمومی درآمد.

## بازیگران
- کریس ایوانز در نقش فرانک آدلر
- مکینا گریس در نقش ماری آدلر
- لینزی دانکن در نقش اِوِلین آدلر
- جنی سلیت در نقش بانی استیونسون
- اکتاویا اسپنسر در نقش روبرتا تیلور
- جولی آن امری در نقش پت گولدینگ
- جونا شیائو در نقش لیجوان
- کایر اودانل در نقش بردلی پولارد

## خلاصه داستان
فرانک آدلر مرد ساده‌ای است که از طریق تعمیر قایق های تفریحی خرج خود را در میاورد. بعد از مرگ خواهرش فرانک مجبور میشود سرپرستی دختر او بنام ماری را برعهده بگیرد. ماری مثل مادرش استعداد بسیار زیادی در زمینه ریاضی و حل مسائل دارد و همین توانایی اش باعث شده به شدت نسبت به هم سن و سالان خود متفاوت باشد. فرانک برای اینکه ماری را کمی اجتماعی تر به بار بیاورد او را به مدرسه میفرستد اما در روز اول مدرسه ماری توجهات زیادی را جلب میکند. مدیر مدرسه به فرانک میگوید که میتواند برای ماری بورسیه تحصیلی در مدارس تیزهوشان بگیرد اما فرانک با این مسئله مخالفت میکند و میگوید دوست ندارد اتفاقات تلخی که برای خواهرش افتاده دوباره تکرار شود. باوجود تلاش های فرانک اما اوضاع درست پیش نمی‌رود و با ورود مادربزرگ ماری که میخواهد او را برای حل بزرگترین مسئله ریاضی تاریخ ببرد اوضاع بیش‌تر از قبل گره می‌خورد... .

## تولید
فیلمبرداری در اکتبر ۲۰۱۵ در ساوانا، جورجیا و همچنین در تایبی آیلند، جورجیا آغاز شد.

## انتشار
این فیلم در ۲۱ آوریل ۲۰۱۷ به اکران عمومی درآمد.